# In Love for a While
In Love for a While är en låt framförd av den schweiziska sångerskan Anna Rossinelli. Låten kommer att representera Schweiz vid Eurovision Song Contest 2011 i Düsseldorf, Tyskland. Låten är skriven och komponerad av David Klein.